# Munkfors (đô thị)
Đô thị Munkfors (tiếng Thụy Điển: Munkfors kommun) là một đô thị ở hạt Värmland của Thụy Điển. Thủ phủ là thị xã Munkfors. Dân số thời điểm 31 tháng 12 năm 2000 là 4162 người.